# Michael Hedges
Michael Hedges (Sacramento, 31 dicembre 1953 – Mendocino, 2 dicembre 1997) è stato un chitarrista statunitense di chitarra acustica.

## Biografia
Nasce a Sacramento in California il 31 dicembre 1953 ma cresce in Oklahoma dove, all’età di 4 anni, inizia a suonare il pianoforte e successivamente si concentra sullo studio del clarinetto, violoncello e chitarra. Successivamente si iscrive alla Phillips University dove studia composizione ed inizia a suonare prevalentemente chitarra classica e flauto. I suoi studi procedono al Peabody Conservatory dove consegue il diploma in composizione elettronica sperimentando tecniche insolite con l'uso della steel guitar.

### Breakfast in the FieldeAerial Boundaries(1980-1984)
Dopo aver suonato, dal 1976 al 1977, la chitarra elettrica e il flauto in una band jazz locale chiamata Lotus Band, decide di proseguire le sue performance da solista. Nel 1980 decide di studiare musica alla prestigiosa Stanford University. L'anno successivo, dopo esser stato notato da William Ackerman durante un concerto, stipula grazie allo stesso un contratto per l'etichetta discografica Windham Hill Records. Incide quindi nello stesso anno il suo primo lavoro in studio intitolato Breakfast in the Field, che riscuote subito un ottimo successo, ed inizia a sviluppare nuove tecniche chitarristiche percussive come l'uso del tapping e l'ampio uso di accordature aperte. È nel 1984 però che Hedges si fa conoscere a livello mondiale, grazie all'uscita del suo secondo album intitolato Aerial Boundaries, che gli varrà una nomination ai Grammy Award.

### Watching My Life Go ByeLive on the Double Planet(1985-1987)
Non soddisfatto che fosse apprezzato solamente il lato strumentale dei suoi lavori, Hedges convince la Windham Hill Records a rilasciare nel 1985 il suo terzo album Watching My Life Go By che rappresenta una raccolta di brani scritti in un lasso di tempo di 5 anni, in cui Hedges mostra oltre alle sue capacità di chitarrista anche le sue doti canore. Nel 1987, dopo aver pubblicato l'anno precedente l'album natalizio Santabear's First Christmas, esce il suo primo album live intitolato Live on the Double Planet che racchiude 12 tracce registrate nell'arco di 40 esibizioni dal vivo. In questo album è anche possibile apprezzare l'uso dell'harp guitar, strumento che verrà ripreso più tardi da artisti come Andy McKee. Grazie anche al successo ottenuto dal live, la Windham da ad Hedges la libertà di rilasciare album sia strumentali che da lui cantati.

### Taproot,The Road to ReturneOracle(1988-1996)
Nel 1990 esce Taproot che guadagna una nomination ai Grammy Award come miglior album New Age, non riuscendo però ad ottenere il premio. Nel 1993, dopo aver pubblicato l'anno precedente l'album per bambini Princess Scargo And The Birthday Pumpkin insieme a Geena Davis, Hedges rilascia The Road to Return, dove aumentano le parti da lui cantate e si nota l'introduzione della chitarra synth e della chitarra elettrica. Nel 1996 esce Oracle, album con cui Hedges nel 1998 vince il Grammy Award come miglior album New Age, premio che però non ritirerà mai di persona.

### La morte eTorched(1997-1999)
Nel dicembre 1997, Hedges, di ritorno da San Francisco dopo la Festa del Ringraziamento, perde il controllo della sua auto in una curva a S ed esce di strada, cadendo da una scogliera alta 37 metri; il suo corpo sarà ritrovato giorni dopo. Nell'impatto Hedges venne sbalzato fuori dall'auto e si presume sia morto quasi all'istante.
Nel 1999 esce Torched, album postumo realizzato grazie al contributo del suo precedente manager Hilleary Burgess e degli amici David Crosby e Graham Nash. Questo ultimo lavoro contiene le ultime registrazioni di Hedges, cui stava lavorando poco dopo l'uscita di Oracle. Il chitarrista Joe Satriani dopo la sua morte ricordò Hedges dicendo: "La sua musica sui generis è in grado di produrre emozioni ed è tecnicamente brillante ma pur sempre vera".

## Strumentazione
Nel corso degli anni, Hedges ha usato numerose chitarre per le sue composizioni:
- Chitarra Martin D-28 del 1971 (soprannominata "Barbara")
- Chitarra Ken DuBourg del 1978 custom made (rubata e restituita anni dopo)
- Chitarra Takamine degli anni '80 con il suo nome sulla paletta
- Chitarra Lowden L-250
- Chitarra Martin J-65M
- Harp Guitar Dyer degli anni '20
- Chitarra elettrica Steve Klein
- Harp Guitar Knutsen del 1913
- Chitarra Ervin Somogyi (utilizzata in Breakfast in the Field)

## Stile
Pioniere del fingerstyle moderno, il suo stile prende spunto perlopiù da Leo Kottke, dall'uso sincope del ritmo, scandendo attraverso l'uso del tapping, Hammer on e  pull-off in contemporanea. Ha ispirato gran parte di fingerpickers moderni come Andy McKee, Pino Forastiere, Stefano Barone e tanti altri a seguire.
Se sì può ben notare, in molti versi, per quanto riguarda le accordature alternative nel genere folk e il modo di suonare ha similanze con Nick Drake.

## Discografia

### Album in studio
- 1981 - Breakfast in the Field
- 1984 - Aerial Boundaries
- 1985 - Watching My Life Go By
- 1986 - Santabear's First Christmas
- 1990 - Taproot
- 1993 - Princess Scargo and the Birthday Pumpkin
- 1994 - The Road to Return
- 1996 - Oracle
- 1999 - Torched (Postumo)

### Album dal vivo
- 1987 - Live on the Double Planet

### Compilation
- 1993 - Strings of Steel
- 1998 - Sounds of Wood and Steel
- 2000 - Best of Michael Hedges (Postumo)
- 2001 - Beyond Boundaries: Guitar Solos (Postumo)
- 2003 - Platinum & Gold Collection: Michael Hedges (Postumo)
- 2006 - Pure (Postumo)